# Entre dos aguas (rumba)
Entre dos aguas es una rumba flamenca instrumental creada por el guitarrista español Paco de Lucía, incluida como primer sencillo en el álbum Fuente y caudal de 1973. Fue grabada con dos guitarras (la segunda tocada por su hermano Ramón de Algeciras), con un bajo (Eduardo Gracia) y un bongó (Pepe Ébano), en lugar de las tradicionales palmas tocadas en las rumbas.
En un principio el álbum Fuente y caudal no tuvo mucho éxito comercial, quedando prácticamente descatalogado en pocos meses. Pero Jesús Quintero, su representante en aquel momento, y varios periodistas más convencieron a la discográfica para que editara Entre dos aguas como single, saliendo a la venta en 1974.
Como sencillo, Entre dos aguas vendió más de 300 000 copias y estuvo 22 semanas en los primeros puestos de las listas de ventas, siendo «single de oro» en 1976; favoreciendo que se catapultara la carrera del guitarrista.
Tras el éxito del tema como sencillo, la discográfica reeditó el álbum Fuente y caudal en 1975, se lanzó en formato casete en 1981 y en formato CD en 1987. Así mismo, el tema fue incluido en varios recopilatorios.
Desde sus inicios, Entre dos aguas es considerada una obra maestra del flamenco, siendo el tema más popular y conocido del artista, tanto nacional como internacionalmente. No obstante, no fue una canción trabajada con tiempo, sino una improvisación que Paco tuvo que realizar en el momento de la grabación del disco por orden de José Torregrosa, el productor, al considerar que el álbum estaba incompleto.
Según parece, Paco se valió de otras referencias para improvisar la canción, como el tema «Te estoy amando locamente», de Las Grecas, y el tema del que Paco es coautor «Caramba, carambita», de Los Marismeños, siendo en esta última donde se puede apreciar más claramente la similitud.

## Enlaces
- Página oficial de Paco de Lucía

- Datos: Q55776593